# Тишковська Леся Володимирівна
Тишковська Леся Володимирівна — українська поетеса, драматург, автор пісень, актриса.

## Жииєпис
Народилась 11 червня 1969 року у Києві в родині творчої інтелігенції. Закінчила філологічний факультет Київського державного університету ім. Тараса Шевченка (1992) та аспірантуру при ньому (1995). Кандидат філологічних наук (дисертація «Мифопоетика Марини Цвєтаєвої») (1998). Член Національної Спілки письменників України. Гештальттерапевт. .
Співавтор музики до пісень, виконавиця пісень та ролі Ані у фільмі «Провінційний роман» (2001, реж. О. Муратов).
Автор семи поетичних збірок («Сны на берегу жизни», «Оставшимся здесь», «Завоевание пространства», «Шестое апреля», «Время полутонов», «С Видом на Восток», «Бабочка на баобабе») і трьох музичних альбомів («Невидимый мир», «SтихоJazz» і «Вдоль реки»).
Вірші і проза публікувалися в численних альманахах і антологіях. Друкувалася як поет в журналах та альманахах «Вавилон», «Литературное обозрение», «Дети РА», «Футурум Арт», «Журнал Поэтов». (Москва), «Крещатик», «Русский мир» (СПб), «Самватас», «Collegium»(Киев), «Черновик» (Чикаго), “Глагол» (Париж), «Время и место»(Нью-Йорк), прозаїк — в журналах «Радуга», «Соты» и «Дай Just Zeфир»(Київ) і «Из Парижска». Її вірші увійшли в антології «Освобожденный Улисс» (Москва), «Антология русского верлибра» (Москва), «Киев. Русская поэзия. ХХ век». «Январский дождь. Поэты русского зарубежья», «Тени Европы», «Ностальгия» (СПб), «Наш выбор. Мини-антология свободного стиха» (Чикаго).
У себе на батьківщині останні роки працювала в театрах «Сузір'я» (моноспектакль «Дао недосконалостей») і в «Золотих воротах» (вистави «Калігула» і «Король вмирає») і кіно (головні ролі у фільмах «Провінційний роман», «Ангели Рафаеля» і «Сільський роман»).
Також — автор-виконавець перформансів («Невидимий світ»), концертних програм («Ех-міграції-Я»), моновистав («Сни про Марину»), що об'єднали книжкову поезію, пантоміму і театральну пісню в «Театр одного Автора».
Улюблений девіз: «Вдосконалюй себе — і світ навколо тебе стане досконаліший».
З 2007 року живе у Франції.